# Хоел Агилар
Хоел Антонио Агилар Чикас (шп. Joel Antonio Aguilar Chicas, 2. јул 1975) је салвадорски фудбалски судија.
Судио је на два светска првенства 2010. и 2014..